# Aedes fascipalpis
Aedes fascipalpis är en tvåvingeart som först beskrevs av Edwards 1912.  Aedes fascipalpis ingår i släktet Aedes och familjen stickmyggor. Inga underarter finns listade i Catalogue of Life.